# Festival du film de New York 1994
Le Festival du film de New York 1994 est la 532e édition du festival (52nd annual New York Film Festival ou NYFF). Il s'est terminé le samedi 9 octobre 1994.
Cette édition du festival connaît plusieurs nouveautés, notamment le fait que le film de clôture soit un documentaire, Hoop Dreams, et que pour la première fois un film de Woody Allen y est présenté. 

## Sélection
30 films originaires de 16 pays sont présentés.
- Coups de feu sur Broadway de Woody Allen
- Les Roseaux sauvages d'André Téchiné
- L'Eau froide d'Olivier Assayas
- Ed Wood de Tim Burton
- Trois couleurs : Rouge de Krzysztof Kieślowski
- Hoop Dreams de Steve James (film de cloture)

Le festival programme aussi un hommage au cinéaste Jacques Tati.